# Эдвин Джарвис
Э́двин Джа́рвис (англ. Edwin Jarvis) — персонаж, появлявшийся в комиксах издательства Marvel Comics. Джарвис — дворецкий Энтони Старка, союзника Мстителей.

## Биография
Герой войны Джарвис служил лётчиком Британских воздушных сил. Переехав в США, он стал дворецким в доме Говарда и Марии Старк, а после их гибели продолжал работать на их сына Тони.
Когда тот отдал особняк Мстителям, то попросил Джарвиса стать дворецким этой команды. Эдвин верно служил героям, пока Альтрон не промыл ему мозги и не превратил в Алого Плаща. Тогда Джарвис впустил в Особняк команду Повелителей Зла, и между ними и Мстителями произошла жестокая схватка. Позже дворецкий пришёл в себя и вернулся к своим обязанностям.
Когда Алая Ведьма в припадке безумия уничтожила особняк, Джарвис последовал за командой в Башню Старка.
Во время Секретного вторжения Джарвис был подменён скруллом. Пришелец похитил малолетнюю дочь Люка Кейджа и Джессики Джонс, но её удалось спасти, а похититель был застрелен Меченым.
Во время Тёмного Правления Джарвис отказался работать с Тёмными Мстителями Нормана Озборна и присоединился к Хэнку Пиму.

## Вне комиксов

### Телевидение
- Эдвин Джарвис появился в качестве второстепенного персонажа мультсериала «The Avengers: United They Stand», где был озвучен Грэмом Хэрли.
- Участвует в «Мстители: Могучие Герои Земли», где его озвучил Фил Ламарр[5]. Появляется как ДЖАРВИС, искусственный интеллект, аналогично фильмам Кинематографической вселенной Marvel.

### Кино
- В качестве дворецкого Старка, Эдвин Джарвис кратко появляется в анимационном фильме Ultimate Мстители.
- В более значительной роли Джарвис появился в Ultimate Мстители 2, где был озвучен Фредом Татасикоре.

#### Киновселенная Marvel
В полнометражном фильме 2008 года «Железный человек», ДЖАРВИС (англ. JARVIS) появился в качестве искусственного интеллекта-дворецкого в особняке Тони Старка, а также загружается в его броню для киберпатической связи. Он способен шутить, саркастически отзываться о безрассудстве своего создателя, но несмотря на это обеспокоен благополучием. Пол Беттани, озвучивший «Джарвиса», признает, что практически не имел представления о том, что представляет собой его персонаж, и согласился на озвучивание только в качестве одолжения его другу Джону Фавро, режиссёру фильма. Беттани озвучил Джарвиса во втором фильме, «Железный человек 2», в фильме «Мстители», и в «Железном человеке 3».
В фильме «Мстители: Эра Альтрона» Пол Беттани сыграл Вижена (в Киновселенной — тело для ДЖАРВИСА).
В русской версии Джарвиса во всех фильмах до триквела озвучивал Вячеслав Баранов. В третьей части и сиквеле Мстителей в связи со смертью Вячеслава Баранова, Джарвиса озвучил Григорий Перель. Он же озвучил и Вижена.
Создатели фильма посчитали, что персонаж верного дворецкого повлечет сравнение с Альфредом Пенниуортом, дворецким Бэтмена, что было лишним и без того большого количества параллелей между фильмами «Железный человек» и «Бэтмен: Начало». С другой стороны в комиксах 1990-х было показано, что Старк создал искусственный интеллект ГОМЕР. Таким образом, персонажи ГОМЕР и Джарвис объединялись в этом фильме как ДЖАРВИС. В комиксах, изданных через несколько лет после выхода фильма, Тони создаёт доспехи для Пеппер, в которые запрограммирован ИИ названный ДЖАРВИС.
- Железный человек (2008)
- Железный человек 2 (2010)
- Мстители (2012)
- Железный человек 3 (2013)
- Мстители: Эра Альтрона (2015)

6 января 2015 года стартовал сериал «Агент Картер», повествующий о приключениях Пегги Картер, подруги Капитана Америки. Сериал связан со всей киновселенной Marvel (Хейли Этвелл и Доминик Купер повторяют свои роли Пегги Картер и Говарда Старка соответственно, так же, как и в полнометражном «Первом Мстителе»). Основным напарником Пегги становится дворецкий Говарда Старка Эдвин Джарвис, который, благодаря своей лояльности к Старку, оказывается надежным напарником Пегги. Джарвиса играет англичанин Джеймс Д’Арси. Позже Джеймс Д’Арси сыграл Джарвиса в фильме «Мстители: Финал». Персонаж стал первым, появившимся в фильмах киновселенной, дебютировав перед этим в сериале.
- Агент Картер (2015—2016)
- Мстители: Финал

### Компьютерные игры
- Эдвин Джарвис появляется в игре «Marvel: Ultimate Alliance», где его озвучил Филлип Проктор. Он появляется в Башне Старка, а также ведёт диалог с Дэдпулом, Железным человеком, Женщиной-паук и Капитаном Америкой.
- ДЖАРВИС появляется в видеоигре «Железный человек» по мотивам полнометражного фильма, и озвучен Гиллоном Стивенсоном. Он является источником информации для игрока, информируя его о любых сообщениях, в курсе которых он должен быть.
- В игре «Железный человек 2», выпущенной по мотивам сиквела, ДЖАРВИС озвучен Эндрю Чайкином.

### Книги
- ДЖАРВИС появляется в новелизации фильма «Железный человек», под авторством Питера Дэвида. В книге его имя представлено в виде акронима, который расшифровывается как Just A Rather Very Intelligent System (рус. Просто довольно очень интеллектуальная система)[12].